# فابیو کوستا
فابیو کوستا (به پرتغالی: Fabio Costa) دروازه‌بان اهل برزیل است که در شهر Camaçari و در تاریخ ۲۷ نوامبر ۱۹۷۷ به دنیا آمده‌است.
فابیو کوستا در تیم‌های فوتبال Vitória سابقهٔ حضور دارد.